# لوتس (اکلاهما)
لوتس(به انگلیسی: Lotsee) شهری در ایالت اکلاهما کشور ایالات متحده آمریکا است که جمعیت آن در سرشماری سال ۲۰۱۰ میلادی، ۲ نفر بوده‌است.